# Eum Hyun-seung
Eum Hyun-seung (* 28. Mai 1984 in Seoul) ist ein südkoreanischer Eishockeytorwart, der zuletzt bis 2013 bei Anyang Halla in der Asia League Ice Hockey spielte.

## Karriere
Der in der Hauptstadt Seoul geborene Eum Hyun-seung gab in der Saison 2006/07 sein Kaderdebüt für den südkoreanischen Klub Kangwon Land in der Asia League Ice Hockey. Dieser nannte sich zur Saison 2007/08 um, wodurch Eum bis 2010 für High1 das Tor hütete. In seiner ersten Saison wurde er zum Rookie des Jahres der ALIH ernannt. Im Sommer 2010 wechselte er schließlich zum Ligarivalen und amtierenden Meister Anyang Halla. Mit dem Klub errang er 2011 erstmals die Asia League.

### International
Auf internationaler Ebene vertrat Eum Hyun-seung sein Heimatland sowohl im Junioren- als auch Seniorenbereich. So spielte er bei der U18-Junioren-Weltmeisterschaft der Division III 2002, als er mit dem Team in die Division aufstieg. Ebenso hütete er bei der U20-Junioren-Weltmeisterschaft der Division II 2004 das Tor der Südkoreaner.
Mit den Senioren bestritt er die Weltmeisterschaften der Division II in den Jahren 2007 und 2009 sowie die Weltmeisterschaften der Division I in den Jahren 2008, 2010, 2011, als er zum besten Torhüter des Turniers gewählt wurde, 2012 und 2013. Neben zwei Aufstiegen in die Division I in den Jahren 2007 und 2009 konnte der Schlussmann im Jahr 2012 in der Division I den Aufstieg aus der B- in die A-Gruppe feiern. Er selbst trug mit der zweitbesten Fangquote des Turniers maßgeblich zum Aufstieg bei. Daneben hütete Eum das Tor Südkoreas bei den Winter-Asienspielen 2007 und 2011, als das Team jeweils Bronze gewann. Dabei erreichte er 2011 hinter dem Kasachen Witali Jeremejew und dem Japaner Yutaka Fukufuji die drittbeste Fangquote des Turniers. Zudem vertrat er seine Farben beim Qualifikationsturnier für die Olympischen Winterspiele 2014 in Sotschi.

## Erfolge und Auszeichnungen
- 2008 Rookie des Jahres der Asia League Ice Hockey
- 2011 Meister der Asia League Ice Hockey mit Anyang Halla

### International
| - 2002 Aufstieg in die Division II bei der Weltmeisterschaft der Division III - 2007 Bronzemedaille bei den Winter-Asienspielen - 2007 Aufstieg in die Division I bei der Weltmeisterschaft der Division II, Gruppe B - 2009 Aufstieg in die Division I bei der Weltmeisterschaft der Division II, Gruppe B | - 2011 Bronzemedaille bei den Winter-Asienspielen - 2011 Bester Torhüter der Weltmeisterschaft der Division I, Gruppe A - 2012 Aufstieg in die Division I, Gruppe A, bei der Weltmeisterschaft der Division I, Gruppe B |